# Миљевина
Миљевина је насељено мјесто у општини Фоча, Република Српска, БиХ. То је рударско насеље на ријеци Бистрици. Према попису становништва из 2013. године, у насељу је живјело 975 становника.

## Постанак, назив
Миљевина - означава бели меки камен.

### Бегови Ченгићи у Ратајима
Стари Хусеин-бег Ченгић се називао "Миљевина", и имао је у 19. веку у делу насеља Ратаји, своју беговску високу "кулу". То је иако "наша" ипак "чисто турска" спахијска породица, која потиче из Мале Азије, и налазила се првобитно у Понту у Арменији (Јерменији) и околним земљама. Та породица се са поседима полако померала ка западу, док се није придружила првим османлијским освајачима. Азијски Ченгићи су били пре пет векова оријентални племићи и вазали Ак-Којунлу (Карамановића) династије. Из цитираног фермана из 1498. године видело се да је њихов предак Исфендијар бег, тада највећи "фактор" у Турском царству, којег султан назива "мелик" тј. кнез.
По Ченгићкој породичној традицији, неки њихов предак Кара-Осман је дошао из Мале Азије у Херцеговину, где се населио у "племенитом" Загорју, на Боријама. Он је био из старе постојбине града Чангри, који се налази северно од Ангоре (Анкаре). По том граду називали су се Чангрићи, па касније уобличило "по српски" као - Ченгићи. За поменутом Кара-Османа се тврдило да је био султанов сестрић, а на гробљу у Боријама налазило се турбе (гробница) у којој је почивала једна султанија. Сматрало се у породици Ченгић, да је то могла бити Кара-Османова мајка. Није се могло разлучити и ко је Кара-Осман бег. Јер се у историјским списима помиње неки Кара-Осман бег, који је 1553−1555. године био босански намесник. Муслимански хроничар Салих ефендија Мувекит тог Осман бега, убраја у "домаће синове" и по једном списку босанских намесника он је по значајнијој титули "хан", а не бег.
По другом наводу, Ченгићи су стара породица за коју се зна у последњих 500 година, и заиста је пореклом из Мале Азије, и то из околине Багдада. Код нас су се "прославили јуначко-крвничким делом", због чега су их домаће и стране песме опевале. Почетком 20. века Ченгићи су опстали и "покорни " су босанској земаљској влади. Омер-бег Ченгић је био државни чиновник.
По истој породичној традицији Кара-Осман је иза себе оставио три сина. Један је остао у Боријама, други се "закућио" у Устиколини, а трећи син населио у миљевинским Ратајима. Од та три брата потичу више грана потоњих Ченгића: Ченгићи Ратајци, Трешње, Хотовци, Мрежице, и Пресјеничани - то су потмци од сина из Ратаја, у Миљевини. Друга грана је од Устиколине, а једна грана која се у 19. веку нарочито истакла били су Ченгићи "с поља Гатачког". Од тих Ченгића, је најпознатији Смаил-ага Ченгић опеван у књизи од стране хрватског бана Ивана Мажуранића. Сто година након Кара-Осман бега, висок положај је задобио Али-паша Ченгић. Он је као санџак бег Херцеговине 1643. године са Херцеговцима опседао град Задар у Далмацији. После Али-паше, јавља се Исмаил-паша Ченгић који је 1663. године био намесник у Босни.
У турско-руском рату учествовали су тројица Ченгића. Помињу у битки под Озијом (Оџаков): Бећир-паша, Ахмет-паша и Кара-Осман бег. Бећир-паша је ту и погинуо. По причи управо су браћа Ченгићи те паше, Бећир и Ахмет подигли у Ратајима кулу од девет спратова (катова), која је остала у рушевинама у наше време.

## Историја
у Фочанском протопрезвирату крајем 1904. године је парохија Миљевина. У Миљевини парохији је 37 места околних, има једна црква, са 261 домом у којима живи 2.383 православних душа. Ту живи 402 брачна пара; родило се 1904. године 120 деце, венчало 27 брачних парова, а умрло 53 особе. Нема никаквих података о школи, учитељима и школској деци.
Православна црква у Миљевини посвећена је Св. пророку Илији. Око ње је православно гробље.
У Миљевини је умро новембра 1916. године стари парох поп Лазар Кочовић, стар 80 лета.
Фирма "ДД Варда" бавила се експлоатацијом шуме на Зеленгори, и до њених погона ишла је ускотрачна пруга (1929), и ту су радили Миљевци.
Крајем 1931. године донета је одлука да се гради прва школа у Миљевини. Градња је завршена 1932. године, и прва школска година је била 1932/1933. Од настанка њено име је било ОШ "Херцег Шћепан", а први учитељ је дошао из Црне Горе, Јован Влаховић. Млади учитељ је био врло вредан и способан, па је поред школски обавеза развио друштвени живот у месту. Водио је вечерње течајеве за описмењавање старијих, организовао је културне групе међу младима, које су изводиле позоришне представе или се бавиле писањем. Млади дилетанти су изводили позоришни комад "Јазавац пред судом", са пуно успеха. Основан је тридесетих година 20. века у Миљевини Подмладак Црвеног крста, Стрељачка дружина, Друштво трезвењака, Соколско друштво.
Основано је Соколско друштво у Миљевини током лета 1933. године. Први јавни соколски час одржало на Св. Илију, 2. августа те године. Учествовали су поред домаћинх и гости из Фоче. Старешина миљевинског друштва био је Вукан Станковић а начелник учитељ Јован Влаховић. Час је одржан на соколском игралишном стадиону у Ратајима, које је подигнуто "на историјском месту, где су била царска добра некада". Дана 10. децембра те године одржало је прву соколску академију са забавом. Између осталог изведен је позоришни комад "Слатка сиротиња". Следеће 1934. године Миљевци су прославили државни и соколски празник Дан уједињења, 1. децембар. У оквиру програма најупечатљивији део био је, извођење гусларске песме "Погибија краља Александра".
Јован Влаховић је учитељ у Миљевини 1933—1938. године. Он је један од оснивача Соколског друштва у Миљевини 1933. године. Био је премештен 1935. године у Ограждевац, али су га после дугог и упорног протеста Миљеваца, власти вратиле у Миљевину.
Рудник мрког угља радио је током 20. века у Миљевини. До њега је водила жељезничка пруга из Брода код Фоче. Устанак у Миљевини је дигнут 11. новембра 1941. године. За време Другог светског рата кроз насеље су пролазиле многе војске, али није било већих војних окршаја.

## Становништво
| Демографија | Демографија | Демографија |
| Година      | Становника  | Становника  |
| ----------- | ----------- | ----------- |
| 1961.       | 1.631       |             |
| 1971.       | 1.707       |             |
| 1981.       | 1.555       |             |
| 1991.       | 1.763       |             |
| 2013.       | 975         |             |